# Maestro zen
Maestro Zen è un'espressione particolare, che cominciò ad essere usata nella seconda metà del XX secolo, in un linguaggio informale per riferirsi ad un monaco ordinato di tradizione Zen a cui è stata riconosciuto il conseguimento dell'Illuminazione secondo i termini di quella particolare scuola e che per questo è in grado di insegnare le pratiche e la meditazione secondo la propria tradizione.
Essa non corrisponde alla traduzione di nessun termine nativo delle culture in cui le scuole zen si sono sviluppate, nelle quali i titoli variano da scuola a scuola persino all'interno della stessa cultura d'origine, e per questo nelle scuole americane contemporanee sta cominciando ad essere usata sempre di meno.
Di norma, essere "maestro zen" implica l'impegno di un lungo periodo di studi della dottrina di questo tipo di buddismo e la conseguente autorizzazione, da parte di una scuola di riferimento, ad insegnare e trasmettere la propria tradizione.

## Nella lingua cinese
Nell'impero Cinese, sotto la dinastia Tang, venne adottato il termine Chánshī(禅师; Maestro di meditazione, dal sanscrito dhyana) per indicare un maestro di dottrina o meditazione Chan . Con il passare del tempo, questo termine venne usato anche per maestri di scuole non necessariamente Chan, come per il caso del maestro della scuola Tiantai Zhiyì.
Per maggiore chiarezza, bisogna considerare che allora, come nella Cina contemporanea, il termine "Chan"(禪) non venne limitato esclusivamente alle scuole omonime da cui sarebbe derivato lo Zen giapponese, ma è usato, oggi come ieri, semplicemente per indicare le forme di meditazione praticate nelle varie scuole buddiste, differentemente da come avviene in Giappone. 
Soprattutto nell'attuale periodo di restauro del Dharma in Cina, sotto la denominazione di scuola Chan molti templi abbracciano anche insegnamenti di altre scuole tradizionali, come appunto la scuola Tiantai, la scuola della Terra Pura, la scuola Huayan e la scuola Yogacara, spesso sotto il termine generico di un "Buddismo cinese" che guarda sempre più verso un sincretismo religioso, per salvare gli ultimi frammenti di tradizioni sopravvissute al rischio di una possibile estinzione durante il periodo della dittatura di Mao Zedong.
In Cina non esistono organizzazioni autorevoli per formalizzare l'uso di titoli onorifici, e "Chanshi" è usato come titolo per un praticante buddista, quasi sempre un monaco, che si specializza nelle dottrine Chan. Chánzōng Dàshī (禅宗大師; Grande Maestro della Scuola Chan) è un termine simile e più vicino a quello giapponese, per quanto venga usato raramente.
Il modo più comune per riferirsi ad un maestro Buddista genericamente è Shifu (師父; Maestro). che è anche usato per ogni monaco e monaca in segno di rispetto. Parlando concretamente, questo termine, che include il carattere di "padre" (父), si riferisce di più ad un insegnante o a un precettore. Più specificamente, è possibile usare il termine Fashi(法師; insegnante di Dharma).

## Nella lingua giapponese
In Giappone, il termine generico "Maestro Zen" racchiude molti termini specifici in ogni tradizione Zen giapponese.
- Shike è usato, sia nella scuola Rinzai che nella Soto, per indicare un praticante qualificato per controllare l'addestramento dei monaci.

   In alcuni monasteri, questa funzione viene attribuita all'Insegnante di Dharma, per cui viene anche usato il termine Kaikyoshi
- Roshi ("vecchio maestro") in Giappone è un titolo onorifico dato a monaci esperti e maestri Zen in Giappone, e con il termine generico Sensei denota un grado ufficiale in molte scuole Zen in Giappone, Stati Uniti ed Europa.
- Sensei ( semplicemente "insegnante") è spesso usato per riferirsi ad un maestro anche al di fuori dell'ambito Zen
- Osho,("monaco virtuoso") è usato per praticanti che hanno acquisito un livello base di maestro[3]

### Specificità nella tradizione Sōtō
Nella scuola Sōtō compare anche il titolo Daiosho , che indica il più alto grado nella gerarchia monastica, e nella recitazione del lignaggio che viene usata frequentemente come pratica di meditazione, è suffisso di tutti gli abati e i maestri della tradizione di un monastero, dai primi Buddha leggendari fino all'ultimo abate predecessore dell'attuale.
In alcuni monasteri, Daiosho viene sostituito dal termine Zenji per riferirsi al fondatore della Scuola Sōtō Eihei Dogen e al formalizzatore della dottrina Sōtō attuale Keizan Jokin, e all'attuale o ad un passato abate dei due templi principali dell'organizzazione delle scuole Soto.

### Specificità della tradizione Rinzai
Anche nella scuola Rinzai, è necessario un lungo addestramento riconosciuto per essere qualificato come insegnante e maestro.
Nella scuola Rinzai, la trasmissione comune con cui si designa un maestro o un Roshi non include una trasmissione di dharma (Inka shomei). La cerimonia tradizionale di trasmissione del Dharma indica "il riconoscimento formale della più profonda realizzazione dello Zen"
 ma all'atto pratico è usata per la trasmissione del "vero lignaggio" dei maestri della sala di pratica.
In accordo con il maestro Sokun Tsushimoto, il titolo di roshi è l'equivalente di Maestro Zen e shike
:
Questo riconoscimento è testimoniato da un documento, chiamato colloquialmente "ichi-mai", letteralmente "un foglio di carta".
La trasmissione è diretta dal maestro al discepolo, senza nessun ulteriore controllo. Questo significa che la scuola Rinzai non sente la necessità di controllare chi è un roshi e chi non lo è. Per questo, il numero dei maestri Rinzai riconosciuti è relativamente basso, forse sulla cinquantina o quasi...»
In accordo con la testimonianza di Sokun Tsushimoto,
Lo shike è quindi il vertice di una scuola Rinzai, con il proprio tempio principale. Egli approva e dimette i monaci, e approva i titoli nel sistema del lignaggio

## In lingua coreana
In Corea, esiste il titolo Sunim per un monaco o una monaca di qualsiasi tradizione buddista. Esso non contraddistingue nessun grado o qualifica specifica. È considerato rispettoso riferirsi ad un monaco anziano come Kun sunim, e questo particolare modo di esprimersi indica una qualche sorta di realizzazione da parte del destinatario.
Nel Soen coreano, il termine Inga si riferisce tipicamente al riconoscimento individuale della trasmissione del dharma da maestro a discepolo. E con il termine Trasmissione si intende la cerimonia che celebra questo riconoscimento.
Un monaco che ha ottenuto l'Inga o abbia dedicata una Trasmissione è qualificato per ottenere il titolo di Soen Sa o "Maestro Zen" di un tempio, e di accertare la trasmissione dei suoi discepoli, sia essa di natura pubblica o confidenziale.